# アティヤ＝シンガーの指数定理
アティヤ＝シンガーの指数定理(アティヤ＝シンガーのしすうていり、英: Atiyah–Singer index theorem)とは、スピンc多様体 の上の複素ベクトル束の間の楕円型微分作用素について、解析的指数と呼ばれる量と位相的指数と呼ばれる量とが等しいという定理である。解析的指数は与えられた楕円型微分作用素が定める偏微分方程式の解の次元を表す解析的な量であり、一方で位相的指数は微分作用素の主表象をもとにして多様体のコホモロジーを通じて定義される幾何的な量である。従って指数定理は解析学と幾何学という見かけ上異なった体系の間のつながりを与えているという意味で20世紀の微分幾何学における最も重要な定理ともいわれる。
本稿で述べる形の指数定理はマイケル・アティヤとイサドール・シンガーによって1963年に発表され、1968年に証明 が刊行された。指数定理の特別な場合として、以前から知られていたガウス・ボンネの定理やヒルツェブルフ・リーマン・ロッホの定理（ヒルツェブルフのリーマン・ロッホの定理）などが含まれていると理解できる。さらに、1950年代の終わりに得られていたグロタンディーク・リーマン・ロッホの定理（グロタンディークのリーマン・ロッホの定理）はこの定理の定式化に大きな影響を与えたとされ、グロタンディークが代数多様体に対して用いたK理論の構成を微分多様体に対して実行することが指数定理の定式化・証明における重要なステップをなしている。またアティヤ-シンガーによる枠組みの一般化として群が作用している場合や、楕円型微分作用素を持つ多様体が、ある多様体によってパラメーター付けされた族として与えられている場合、葉層構造によってパラメーター付けが与えられている場合などに指数定理が一般化されている。
この定理の研究から、アティヤとシンガーは2004年にアーベル賞を受賞した。

## 楕円型微分作用素
n 変数 x1, ..., xnに関する最大p 階の偏微分作用素
{\displaystyle D=\sum _{|\alpha |\leq p}c_{\alpha }(x_{1},\ldots ,x_{n}){\frac {\partial ^{\alpha _{1}}}{\partial x_{1}^{\alpha _{1}}}}\cdots {\frac {\partial ^{\alpha _{n}}}{\partial x_{n}^{\alpha _{n}}}}}
が与えられたとき、各 k について xkに関する偏微分作用素を式中の表記上新たな変数 ykに置き換えることで、2 n 個の変数x1, ..., xn, y1, ..., yn についての関数
{\displaystyle \sum _{|\alpha |\leq p}c_{\alpha }(x_{1},\ldots ,x_{n})y_{1}^{\alpha _{1}}\cdots y_{n}^{\alpha _{n}}}
が得られる。これは D の表象 (symbol) と呼ばれる。また、y変数に関する最高次の部分
{\displaystyle \sigma (D)=\sum _{|\alpha |=p}c_{\alpha }(x_{1},\ldots ,x_{n})y_{1}^{\alpha _{1}}\cdots y_{n}^{\alpha _{n}}}
は D の主表象 (principal symbol) と呼ばれる。y 座標がすべて 0 でない限り主表象が 0 にならないような作用素 D は楕円型と呼ばれる。例えば
{\displaystyle \sigma (D)=\sum _{1\leq i\leq n}c_{i}(x_{1},\ldots ,x_{n})y_{i}^{p}}
がそうである
一般にx に関する座標変換の下での偏微分作用素の変換規則はジェットベクトルの変換則になり、低次の項まで含めた表象に対する変換規則は複雑なものになるが、最高次の部分である主表象に関する変換則は共変ベクトルに関するものと同じになり、主表象は余接束上の関数と考えるのが幾何的に自然な解釈となる。従って D が一般の多様体の上でベクトル束の切断の間の擬微分作用素として定義されている場合にも楕円型作用素の定義は意味を持つ。多様体 M とその上の楕円型微分作用素 Dについて Dの主表象 σ(D) は余接束の全空間 T*M の K群 K0(T*M) の元を表していると見なすことができる。
楕円型微分作用素の例としてディラック作用素、符号作用素、複素多様体上の正則ベクトル束から定まるドルボー作用素などが挙げられる。

### 解析的指数
M をコンパクトな多様体、E, F を M 上の複素ベクトル束とし、楕円型微分作用素D: Γ(M, E ) → Γ(M, F) が与えられているとする。このときD はパラメトリックスをもつのでフレドホルム作用素と見なすことができ、dim(ker D) と dim(coker D) は有限になる。Dの解析的指数は Inda D = dim(ker D) − dim(coker D) と定められる。

### 位相的指数
上の記号の下で、Dの主表象σ(D) はK0(T*M) の元を与えているが、これをチャーン指標 ch を通じてコホモロジー群の元 ch(σ(D)) ∈ H*c(T*M) として表示できる。さらに、コホモロジーにおけるトム同型 φ:  H*c(T*M) →  H*(M) によって M のコホモロジー類 φ ch(σ(D)) が得られる。D の位相的指数は、M のトッド類 Td(M) と φ ch(σ(D)) とのカップ積を基本類とペアリングさせることによってえられる
{\displaystyle {\mbox{Ind}}_{t}(D)=(\phi {\mbox{ch}}(\sigma (D))\cup Td(M),[M])}
として定められる。

## 発展
解析的指数と位相的指数はともに多様体の K群の間の準同型として定式化することができる。したがって指数定理とは（K向き付けの与えられた）滑らかな写像 f: M → N が引き起こす二つの指数写像 Inda(f), Indt(f): K*(M) → K*(N) の一致として定式化される。解析的指数 Inda は作用素環論的に双変 K 理論を用いて定式化することができ、一方で位相的指数 Indt は M のユークリッド空間 Rnへの埋め込みと、ボット周期性K*(Rn × N) = K*+ n(N)を通じて定式化される。こうして多様体の族に関する指数定理を述べることができ、Nが一点の場合が上記のAtiyah-Singerの指数定理に相当する。群作用がある場合や、族が葉層構造によって与えられている場合の指数定理はこれらの構成を適切なカテゴリーに拡張することによって述べられる。

## 応用
アティヤ＝シンガーの指数定理はゲージ理論において、反自己共役接続のモジュライ空間の形式的な次元の計算などさまざまな部分に応用される。
一般に、古典的な理論で成立する対称性が量子化によって破れることを量子異常またはアノマリーという。
代表的なアノマリーとして、カイラル・アノマリー、重力アノマリー、パリティ・アノマリーなどがある（詳細はアノマリーの項を参照)。Atiyah-Singerの定理を使うと、アノマリーに幾何学的な意味を与えることができる。